# Sah (Sternbild)
Sah war die altägyptische Bezeichnung eines Sternbildes, das aus Teilen der astronomischen Sternbilder Orion und Stier bestand. Es symbolisierte die Gottheiten Osiris sowie Sah, den Gemahl der Sopdet und Vater des Sopdu. 

## Zugehörige Sterne
| G48 |

| G48 |

## Hintergrund
Das Sternbild Sah umfasste mindestens vier Dekane. Aus den heliakischen Aufgangsdaten ergibt sich im Vergleich zum Sternbild Orion ein flächenmäßig größeres Sternbild, weshalb auch Teile des Sternbildes Stier mit einzubeziehen sind.
| D36 · D21 | X1 · N33 | N14 | N33 · N33 |

| D36 · D21 | X1 · N33 | N14 | N33 · N33 |

| D36 · Z1 | D2 · D21 | N14 | N33 |

| D36 · Z1 | D2 · D21 | N14 | N33 |

| D18 · D36 | W12 · D21 | N14 | N33 · N33 · N33 |

| D18 · D36 | W12 · D21 | N14 | N33 · N33 · N33 |

| W12 | D21 · X1 | D56 | D21 · X1 | N14 |

| W12 | D21 · X1 | D56 | D21 · X1 | N14 |